# Discografia dei Poison
La seguente è una discografia comprensiva del gruppo musicale statunitense Poison.

## Album

### Album in studio
| Anno                                                                                               | Titolo                                                                                   | Classifiche | Classifiche | Classifiche | Classifiche | Classifiche | Classifiche | Classifiche | Classifiche | Classifiche | Classifiche | Classifiche | Classifiche | Certificazioni                                                 |
| Anno                                                                                               | Titolo                                                                                   | US          | AUS         | AUT         | CAN         | FIN         | GER         | NLD         | NOR         | NZ          | SWE         | SWI         | UK          | Certificazioni                                                 |
| -------------------------------------------------------------------------------------------------- | ---------------------------------------------------------------------------------------- | ----------- | ----------- | ----------- | ----------- | ----------- | ----------- | ----------- | ----------- | ----------- | ----------- | ----------- | ----------- | -------------------------------------------------------------- |
| 1986                                                                                               | Look What the Cat Dragged In - Pubblicazione: 2 agosto 1986 - Etichetta: Capitol Records | 3           | 51          | —           | 14          | —           | —           | —           | —           | —           | —           | —           | —           | - CAN: Platino - UK: Argento - US: 3× Platino                  |
| 1988                                                                                               | Open Up and Say...Ahh! - Pubblicazione: 3 maggio 1988 - Etichetta: Capitol Records       | 2           | 7           | —           | 10          | 16          | —           | —           | —           | 1           | 37          | 30          | 18          | - AUS: 3× Platino - CAN: 4× Platino - UK: Oro - US: 5× Platino |
| 1990                                                                                               | Flesh & Blood - Pubblicazione: 21 giugno 1990 - Etichetta: Capitol Records               | 2           | 2           | 17          | 4           | 16          | 31          | 88          | 11          | 4           | 17          | 11          | 3           | - AUS: Platino - CAN: 4× Platino - UK: Oro - US: 3× Platino    |
| 1993                                                                                               | Native Tongue - Pubblicazione: 8 febbraio 1993 - Etichetta: Capitol Records              | 16          | 60          | 39          | 26          | 17          | 60          | 54          | —           | —           | 39          | 24          | 20          | - CAN: Platino - US: Oro                                       |
| 2000                                                                                               | Crack a Smile...and More! - Pubblicazione: 14 marzo 2000 - Etichetta: Capitol Records    | 131         | —           | —           | —           | —           | —           | —           | —           | —           | —           | —           | —           |                                                                |
| 2000                                                                                               | Power to the People - Pubblicazione: 13 giugno 2000 - Etichetta: Cyanide Records         | 166         | —           | —           | —           | —           | —           | —           | —           | —           | —           | —           | —           |                                                                |
| 2002                                                                                               | Hollyweird - Pubblicazione: 21 maggio 2002 - Etichetta: Cyanide Records                  | 103         | —           | —           | —           | —           | —           | —           | —           | —           | —           | —           | —           |                                                                |
| 2007                                                                                               | Poison'd! - Pubblicazione: 5 giugno 2007 - Etichetta: EMI                                | 32          | —           | —           | —           | —           | —           | —           | —           | —           | —           | —           | —           |                                                                |
| "—" indica una pubblicazione che non si è classificata o che non è stata pubblicata in quel Paese. |                                                                                          |             |             |             |             |             |             |             |             |             |             |             |             |                                                                |

### Album dal vivo
| Anno | Titolo                                                                           | Classifiche | Classifiche | Classifiche | Certificazioni |
| Anno | Titolo                                                                           | US          | AUS         | UK          | Certificazioni |
| ---- | -------------------------------------------------------------------------------- | ----------- | ----------- | ----------- | -------------- |
| 1991 | Swallow This Live - Pubblicazione: 12 novembre 1991 - Etichetta: Capitol Records | 51          | 46          | 52          | - US: Oro      |
| 2006 | Seven Days Live - Pubblicazione: 14 marzo 2006 - Etichetta: Cherry Red Records   | —           | —           | —           |                |
| 2008 | Live, Raw & Uncut - Pubblicazione: 15 luglio 2008 - Etichetta: Koch Records      | —           | —           | —           |                |

### Raccolte
| Anno | Titolo                                                                                           | Classifiche | Certificazioni                            |
| Anno | Titolo                                                                                           | US          | Certificazioni                            |
| ---- | ------------------------------------------------------------------------------------------------ | ----------- | ----------------------------------------- |
| 1996 | Poison's Greatest Hits: 1986-1996 - Pubblicazione: 26 novembre 1996 - Etichetta: Capitol Records | —           | - CAN: Oro - UK: Argento - US: 2× Platino |
| 2001 | Poison: Rock Champions - Pubblicazione: 25 settembre 2001 - Etichetta: EMI America               | —           |                                           |
| 2003 | Best of Ballads & Blues - Pubblicazione: 5 agosto 2003 - Etichetta: Capitol Records              | 141         |                                           |
| 2006 | The Best of Poison: 20 Years of Rock - Pubblicazione: 3 aprile 2006 - Etichetta: EMI             | 17          | - US: Oro                                 |
| 2010 | Poison - 10 Great Songs - Pubblicazione: 12 gennaio 2010 - Etichetta: EMI                        | 145         |                                           |
| 2011 | Double Dose: Ultimate Hits - Pubblicazione: 3 maggio 2011 - Etichetta: EMI                       | —           |                                           |
| 2013 | Poison: Icon - Pubblicazione: 19 marzo 2013 - Etichetta: EMI                                     | —           |                                           |
| 2014 | Poison: Gold - Pubblicazione: 21 gennaio 2014 - Etichetta: EMI                                   | —           |                                           |

## Box set
| Anno | Titolo                                                                                           |
| ---- | ------------------------------------------------------------------------------------------------ |
| 2009 | Poison - Box Set (Collector's Edition) - Pubblicazione: 2009 - Etichetta: Madacy Records         |
| 2010 | Nothin' But a Good Time: The Poison Collection - Pubblicazione: 2010 - Etichetta: Madacy Records |

## Singoli
| Anno                                                                                               | Singolo                              | Classifiche | Classifiche | Classifiche | Classifiche | Classifiche | Classifiche | Classifiche | Classifiche | Classifiche | Classifiche | Classifiche | Classifiche | Certificazioni                  | Album di provenienza                 |
| Anno                                                                                               | Singolo                              | US          | US Rock     | AUS         | CAN         | FIN         | GER         | IRL         | NLD         | NZ          | SWE         | SWI         | UK          | Certificazioni                  | Album di provenienza                 |
| -------------------------------------------------------------------------------------------------- | ------------------------------------ | ----------- | ----------- | ----------- | ----------- | ----------- | ----------- | ----------- | ----------- | ----------- | ----------- | ----------- | ----------- | ------------------------------- | ------------------------------------ |
| 1986                                                                                               | Cry Tough                            | —           | —           | —           | —           | —           | —           | —           | —           | —           | —           | —           | 97          |                                 | Look What the Cat Dragged In         |
| 1987                                                                                               | Talk Dirty to Me                     | 9           | —           | 55          | 9           | —           | —           | —           | —           | —           | —           | —           | 67          |                                 | Look What the Cat Dragged In         |
| 1987                                                                                               | I Want Action                        | 50          | —           | —           | —           | —           | —           | —           | —           | —           | —           | —           | —           |                                 | Look What the Cat Dragged In         |
| 1987                                                                                               | I Won't Forget You                   | 13          | —           | —           | 38          | —           | —           | —           | —           | 37          | —           | —           | —           |                                 | Look What the Cat Dragged In         |
| 1987                                                                                               | Rock and Roll All Nite               | —           | —           | —           | —           | —           | —           | —           | —           | —           | —           | —           | —           |                                 | Less Than Zero Soundtrack            |
| 1988                                                                                               | Nothin' but a Good Time              | 6           | 19          | 10          | 36          | —           | —           | 23          | —           | —           | —           | —           | 35          |                                 | Open Up and Say...Ahh!               |
| 1988                                                                                               | Fallen Angel                         | 12          | 32          | 21          | 55          | —           | —           | —           | —           | 32          | —           | —           | 59          |                                 | Open Up and Say...Ahh!               |
| 1988                                                                                               | Every Rose Has Its Thorn             | 1           | 11          | 16          | 2           | —           | 38          | 8           | 18          | 8           | 20          | 12          | 13          | - UK: Argento - US: Oro         | Open Up and Say...Ahh!               |
| 1989                                                                                               | Your Mama Don't Dance                | 10          | 39          | 21          | 17          | —           | —           | 15          | —           | 3           | —           | —           | 13          |                                 | Open Up and Say...Ahh!               |
| 1990                                                                                               | Unskinny Bop                         | 3           | 5           | 7           | 3           | 21          | —           | 24          | 34          | 3           | 19          | —           | 15          | - AUS: Oro - CAN: Oro - US: Oro | Flesh & Blood                        |
| 1990                                                                                               | Something to Believe In              | 4           | 5           | 44          | 3           | —           | —           | 23          | —           | 38          | —           | —           | 35          | - US: Oro                       | Flesh & Blood                        |
| 1991                                                                                               | Ride the Wind                        | 38          | 25          | —           | 31          | —           | —           | —           | —           | —           | —           | —           | —           |                                 | Flesh & Blood                        |
| 1991                                                                                               | Life Goes On                         | 35          | —           | —           | —           | —           | —           | —           | —           | —           | —           | —           | —           |                                 | Flesh & Blood                        |
| 1991                                                                                               | (Flesh & Blood) Sacrifice            | —           | —           | —           | —           | —           | —           | —           | 88          | —           | —           | —           | —           |                                 | Flesh & Blood                        |
| 1991                                                                                               | So Tell Me Why                       | —           | —           | —           | —           | —           | —           | —           | —           | —           | —           | —           | 25          |                                 | Swallow This Live                    |
| 1993                                                                                               | Stand                                | 50          | 15          | 80          | 15          | —           | —           | —           | —           | —           | —           | 39          | 25          |                                 | Native Tongue                        |
| 1993                                                                                               | Until You Suffer Some (Fire and Ice) | —           | —           | —           | —           | —           | —           | —           | —           | —           | —           | —           | 32          |                                 | Native Tongue                        |
| 1993                                                                                               | Body Talk                            | —           | —           | —           | —           | —           | —           | —           | —           | —           | —           | —           | —           |                                 | Native Tongue                        |
| 2000                                                                                               | Shut Up, Make Love                   | —           | —           | —           | 31          | —           | —           | —           | —           | —           | —           | —           | —           |                                 | Crack a Smile...and More!            |
| 2000                                                                                               | Be the One                           | —           | —           | —           | —           | —           | —           | —           | —           | —           | —           | —           | —           |                                 | Crack a Smile...and More!            |
| 2000                                                                                               | Power to the People                  | —           | —           | —           | 66          | —           | —           | —           | —           | —           | —           | —           | —           |                                 | Power to the People                  |
| 2000                                                                                               | The Last Song                        | —           | —           | —           | —           | —           | —           | —           | —           | —           | —           | —           | —           |                                 | Power to the People                  |
| 2001                                                                                               | Rockstar                             | —           | —           | —           | —           | —           | —           | —           | —           | —           | —           | —           | —           |                                 | Hollyweird                           |
| 2002                                                                                               | Squeeze Box                          | —           | —           | —           | —           | —           | —           | —           | —           | —           | —           | —           | —           |                                 | Hollyweird                           |
| 2002                                                                                               | Shooting Star                        | —           | —           | —           | —           | —           | —           | —           | —           | —           | —           | —           | —           |                                 | Hollyweird                           |
| 2006                                                                                               | We're an American Band               | —           | —           | —           | —           | —           | —           | —           | —           | —           | —           | —           | —           |                                 | The Best of Poison: 20 Years of Rock |
| 2007                                                                                               | What I Like About You                | —           | —           | —           | —           | —           | —           | —           | —           | —           | —           | —           | —           |                                 | Poison'd!                            |
| "—" indica una pubblicazione che non si è classificata o che non è stata pubblicata in quel Paese. |                                      |             |             |             |             |             |             |             |             |             |             |             |             |                                 |                                      |

## Videografia

### Album video
| Anno | Titolo                                                                                         | Classifiche | Certificazioni |
| Anno | Titolo                                                                                         | US          | Certificazioni |
| ---- | ---------------------------------------------------------------------------------------------- | ----------- | -------------- |
| 1989 | Sight for Sore Ears - Pubblicazione: 1989 - Etichetta: Enigma Records                          | —           | - CAN: Oro     |
| 1991 | Flesh, Blood, & Videotape - Pubblicazione: 1991 - Etichetta: Capitol Records                   | —           |                |
| 1992 | Swallow This Live: Flesh & Blood World Tour - Pubblicazione: 1992 - Etichetta: Capitol Records | —           |                |
| 1993 | Seven Days Live - Pubblicazione: 1993 (VHS), 2006 (DVD) - Etichetta: Capitol Records           | —           |                |
| 1999 | Behind the Music: Poison - Pubblicazione: 1999 - Etichetta: VH1                                | —           |                |
| 2001 | Poison Greatest Video Hits - Pubblicazione: 5 giugno 2001 - Etichetta: Capitol Records         | —           | - US: Oro      |
| 2003 | Nothing but a Good Time! Unauthorized - Pubblicazione: 2003 - Etichetta: Capitol Records       | —           |                |
| 2005 | Poison Video Hits - Pubblicazione: 2005 - Etichetta: Capitol Records                           | —           |                |
| 2008 | Live, Raw & Uncut - Pubblicazione: 2008 - Etichetta: Koch Records                              | 8           |                |

### Video musicali
| Anno | Titolo                               | Regista        |
| ---- | ------------------------------------ | -------------- |
| 1986 | Cry Tough                            | John Jopson    |
| 1987 | Talk Dirty to Me                     | Doug Freel     |
| 1987 | I Want Action                        | John Jopson    |
| 1987 | I Won't Forget You                   |                |
| 1988 | Nothin' but a Good Time              | Marc Reshovsky |
| 1988 | Fallen Angel                         | Marty Callner  |
| 1988 | Every Rose Has Its Thorn             | Marty Callner  |
| 1989 | Your Mamma Don't Dance               | Marty Callner  |
| 1989 | Good Love                            |                |
| 1990 | Unskinny Bop                         | Marty Callner  |
| 1990 | Something to Believe In              | Marty Callner  |
| 1991 | Ride the Wind                        | Marty Callner  |
| 1991 | Life Goes On                         | Marty Callner  |
| 1991 | (Flesh & Blood) Sacrifice            | Marty Callner  |
| 1992 | So Tell Me Why                       | Marty Callner  |
| 1993 | Stand                                | Samuel Bayer   |
| 1993 | Until You Suffer Some (Fire and Ice) |                |
| 2000 | Power to the People                  | Poison         |
| 2002 | Squeeze Box                          |                |
| 2006 | We're an American Band               | Poison         |
| 2007 | What I Like About You                |                |